# A szentgotthárdi ciszterci apátsághoz tartozó falvak
A szentgotthárdi ciszterci apátsághoz tartozó falvak 1526 előtt és után az alábbiak:

## 1526 előtt
- Badafalva: Ma Weichselbaum, Ausztria. 1187 Badofalu; 1350 Badafolua; 1538 Bodafalwa; 1552 Bodofalva. A Rába balpartján, Szentgotthárdtól nyugatra fekszik ma is.
- Cseretnek: a mai Csörötnek. 1350 Chyrenuk; 1538 Cheretnek; 1620 Cheretnekh. A Rába jobb partján található.
- Dobrafölde: A Vendvidék egyik elődje, részben Ausztria, részben Szlovénia osztozik rajta. Központja Dobra (ma Neuhaus am Klausenbach, Ausztria) A tatárjárás után vár épült a helyén. Ebbe tartozott bele Felső- és Alsószölnök. Az elszakadás jelei megmutatkoznak ezen falvakban beszélt vend nyelvjárás aldialektusaiban is.[1]
- Ercsenye: Ma Henndorf, Ausztria. 1451 Erechene; 1538 Erchynya; 1581 Erchyenj; 1620 Erctchinie. Ausztria része, a törzsbirtok északnyugati sarka volt.
- Farkasfalva: a mai Farkasfa, Szentgotthárd része. 1350 Farkasfalua; 1548-ban két település Alsó- és Felsőfarkasfalva található itt, 1581-ben pedig egységes Farkasffalwa.
- Gárdonyfalva: a mai Kondorfa. 1350 Gardunfolua; 1538 Kardonffalwa; 1593 Gardonfalwa.
- Gyarmat: A mai Rábagyarmat. 1350 Gyrmath; 1404 Gyarmath; 1548-ban említenek Alsó- és Felsőgyarmathot, 1576-ban Kis- és Nagy-Gyarmatot; 1593 Utraque Gyarmat; 1620-ban Giarmath.
- Huszászó: A megszűnt Huszászi-major Farkasfa mellett, aminek nevét egy patak is őrzi. 1350 Uzhazow; 1538 Hwzazo; 1552 Huzazo; 1576 Hwzazo; 1620 Husaso.
- Istvánfalva: A mai Apátistvánfalva. A védőszentje Harding Szent István, a ciszterci rend egyik alapítója. 1350 Stephanfolua; 1548 Estwanfalwa; 1552 Istvanfalva; 1620 Istvnafalua (Istvánd).
- Jánosfalva: a mai Gyanafalva, Ausztria része Jennersdorf néven. 1187 Janafalu; 1350 Ganoufolua; 1451 Janofalwa; 1528 Gyanafalwa; 1548 Janoffalwa; 1620 Gyanafalwa, Jabafalua.
- Kalindicsfalva: Csak egyetlenegyszer említik, 1350-ben Kalaindych-folua néven. Nagyjából Istvánfalva és Zsida táján lehetett.
- Kedhely: A mai Rábakethely, Szentgotthárd része. Temploma többek között a vendvidéki községeket fogta össze egyházilag. 1350 Kedhel; 1354 Kedhel; 1423 Kethel; 1548 Kethhel; 1576 Kethel; 1581 Kethel; 1620 Kethell.
- Krisztián: a mai Köröstyén (Krieselstein, Ausztria), Gyanafalvától északra. 1352 Cristayn; 1538 Chrysthyan; 1552 Grisisztan; 1592 Krisisthan; 1620 Khrysistain.
- Lak: A mai Magyarlak területét képezi, ami már régen eltűnt. 1354 Lok; 1538 Kedlak; 1552 Kepwlak és Laakmajor; 1553 Lak; 1581 Lak és Utraque Lak.
- Nagyfalva: Ma Mogersdorf, Ausztria. 1187 Nagfalu; 1350 Mochfolua; 1538 Naghffalw; 1593 Nagifalwa; 1620 Nagyfalwa és Nagyfalua. Részben itt zajlott le a híres szentgotthárdi csata.
- Permisse: a mai Permise, Kétvölgy néven Ritkaházával egyesítve. Ritkaháza mint dobraföldi birtok volt, szintén a ciszter apátsághoz tartozott a kezdetekben. 1387 Perbese; 1548 Prybysthor; 1552 Kisperbise; 1581 Perbyske; 1620 Pebischa. Állítólag már 1284-ben van róla említés egy eladás kapcsán, de úgy látszik később visszaváltotta a rend. Meg kell még említeni mellette Ritkaházát, amit 1387-ben is említettek Mechnuk néven és valószínűleg szintén ciszter falu volt.
- Pocsfalva A mai Pócsfalu (Rosendorf, Ausztria). 1187 Pacfalu; 1350 Bochfolua; 1548 Pochfalwa; 1593 Pathffalwa; 1620 Poczfalua.
- Rákos: A mai Nagyrákos. 1350 Rakus; 1404 Rakus; 1538 Rax; 1548 Raksy; 1593 Raxs; 1620 Raksch.
- Szakonyfalva: A mai Szakonyfalu. 1350 Zakonfolua, Zakulfolua; 1552 Zakonfalva; 1581 Zakaffalwa; 1593 Zakonfalva; 1620 Sakhonfalwa. Eredeti területe kissé délebbre volt a Rábától, amíg a törökök 1664-ben el nem pusztították. A visszatérő lakosság másik helyen építette fel a községet.
- Tóthfalva: A mai Rábatótfalu, mely Szentgotthárd része. 1221-ben Villa Sclavorum néven említik, a nevében levő sclavus szlávot jelent, utalva ezzel szlovén lakóira. 1350 Tothfolua; 1548 Tothfalw; 1593 Thottfalu; 1620 Totfalu és Tothfolua.
- Zsidófalva: a mai Zsidahegy és Zsida, Szentgotthárd részei. Ma is vita tárgya, hogy nevéből lehet esetleg zsidókra következtetni, mert 1350-ben a bírója Zsidó nevet viseli, azonkívül a régi szlovén családok között lehet találni Sidó és Zsidó nevezetűeket. 1350 Sydoufolua; 1538 Zydo; 1552 Sydo; 1593 Sido; 1620 Schydo.

## 1526 után
- Berekallja: Csörötnek mellett volt, neve egy dűlőben maradt fenn. 1548 Berkeallya; 1552 Berekaly; 1576 Berekall; 1593 Berekallija; 1620 Berekhallya; 1736 Berekallya. 1764-től már megszűnt.
- Börgölin: A mai Újbalázsfalva, mely Apátistvánfalva része. 1548Berhelen; 1552 Bergelen; 1593 Beregelen; 1620 Börgelen.
- Dolinc: A mai Dolány (Dolenci, Szlovénia). Két község is volt itt korábban Kisdolány és Nagydolány, amiket egyesítettek. 1548 Dolynch; 1552 Kisdolincz; 1581 Dolinch; 1620 Dolenis.
- Gillersdorf: Német források szerint a 18. században állt fenn és Lapincs Magyarországra lépő szakaszánál.
- Háromház: Ez is ma Magyarlak részét képezi. 1548 Haromhaz; 1553 Haromhaz; 1576 Háromház.
- Horvátfalu: ma Kroboteck, Ausztria. 1698 Horvátfalu; 1701 Horvátfalu.
- Kisfalud: ma Rábakisfalud. 1538 Kysfalud; 1576 Kisffalud; 1581 Kysffaludh; 1620 Kisch falud.
- Olaszfalu: ma Lapincsolaszi (Wallendorf, Ausztria). 1538 Olafalw; 1548 Olazfalw; 1593 Olazffalwa; 1620 Olaszfalua.
- Orfalu: 1538 Orfalu; 1548 Orffalw; 1583 Orfaluoa; 1620 Urfalu.
- Telepataka: ma Talapatka. Kisfalud és Talapatka egyesítéséből keletkezett 1934-ben Máriaújfalu, ami 1983 óta Szentgotthárd része. 1548 Thelepathaka; 1576 Telepatka; 1581 Telepathaka; 1620 Talapathaka.

## Távolabbi birtokok
- Almás: Almásháza, Zala vármegye.
- Battyán: Nagysimonyi mellett volt Vasvár közelében.
- Boldogasszonyfalva: Vasboldogasszony, akkoriban Sár néven szerepelt.
- Edelics: Pusztaederics, Zalában.
- Györgyvára: Ez nem azonos Győrvárral, ami Győr-Moson-Sopron vármegyében található. Ennek helye a Vasi-Hegyháton volt. Ezt cserélték el Dobraföldéért.
- Intha: Intaháza, ma Mesteri része.
- Olaszka: Vasvár mellett
- Szentiván: Zalaszentiván, Zala vármegye.
- Szentkút: Ma Heiligenbrunn, Ausztria.
- Szompács: Pusztaederics mellett volt.
- Varsány: Sárvár mellett volt.

## Lásd még
- Szentgotthárdi ciszterci apátság
- A pornói ciszterci apátság falvai